# Ludwig Heinrich Heyne

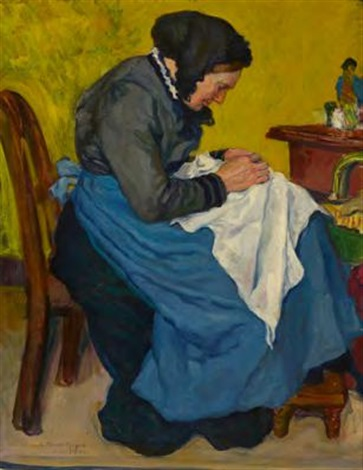
Ludwig Heinrich Heyne: Nähende Frau

Ludwig Heinrich Heyne (* 25. August 1878 in Düsseldorf; † Oktober 1914 in Douvrin, Frankreich) war ein deutscher Maler.

## Leben und künstlerische Tätigkeit
Heyne bildete sich Ende der 1890er Jahre an der Königlich Preußischen Kunstakademie Düsseldorf aus, u. a. bei Claus Meyer, und ließ sich anschließend als Figuren- und Landschaftsmaler in seiner Heimatstadt nieder. Als Mitglied des Künstlervereins Malkasten, dem er von 1910 bis zu seinem frühen Tod angehörte, machte er sich durch seine Bemühungen um die Verbesserung der wirtschaftlichen Lage der Künstler verdient. Heyne war mit Else Spies verheiratet; die Ehe blieb kinderlos. Zu Beginn des Ersten Weltkriegs wurde Heyne als Offiziersstellvertreter nach Nordfrankreich beordert, wo er bereits im Oktober 1914 an den Folgen einer schweren Verwundung in einem Lazarett starb.
In seiner kurzen Schaffenszeit schuf Heyne Landschaften mit Menschen- und Tierstaffage, u. a. Die Freundinnen, Der alte Schäfer, Wetterwolken über dem Heidestall, allegorische Figurendarstellungen, wie Bajazzo, der Menge eine Krone zeigend (um 1897), und Stillleben. Daneben führte er einige Bildnisse aus, darunter 1910 das von Kaiser Wilhelm II. als Husar, nach Alfred Schwarz und 1913 ein Selbstbildnis. Am überzeugendsten gelangen ihm Architekturausschnitte, wie Blick aus dem Atelier auf die Kaiser-Wilhelm-Straße in Düsseldorf, 1913, die er gelegentlich mit Figurendarstellungen kombinierte, etwa eine Marktszene vor dem Jan Wellem zu Düsseldorf, mit den in eindringlicher Nahsicht gegebenen Marktfrauen. Für den Sitzungssaal der Westdeutschen Binnenschiffahrts-Berufsgenossenschaft in Duisburg schuf Heyne 1912 ein Triptychon, das Kaiser Wilhelm II., flankiert von Darstellungen der Rheinschiffahrt, als Patron der Binnenschifffahrt zeigte. Seine Arbeiten stellte der Künstler überwiegend in Düsseldorf, aber auch in München aus. Anlässlich der postumen Ausstellung einer kleinen Auswahl seiner Gemälde, 1915 in der Düsseldorfer Galerie Schaffnik, hob die Kritik Heynes „vorzügliche Charakteristik und gewähltes Kolorit“ hervor.

## Werkauswahl
- Kaiser Wilhelm II. als Husar, Kopie nach Alfred Schwarz (1910)[9]